# György Elek
György Elek (Boedapest, 2 mei 1984) is een voormalige Hongaarse kunstschaatser.
Elek was actief in het ijsdansen en zijn laatste vaste sportpartner was Zsuzsanna Nagy. Zij werden gecoacht door haar ouders Sandor Nagy en Gabriella Remport. Voorheen reed hij onder andere met Regina Szabo. Nagy en Elek schaatsen van 2003-2007 met elkaar. Eleks broer Attila Elek is eveneens een internationale ijsdanser.

## Persoonlijke records
resultaten t/m 2008
| records                | punten | datum      | toernooi             |
| ---------------------- | ------ | ---------- | -------------------- |
| Hoogste totaalscore    | 136.87 | 05-09-2004 | Junior GP, Boedapest |
| Hoogste verplichte kür | 31.26  | 02-09-2004 | Junior GP, Boedapest |
| Hoogste originele kür  | 43.79  | 04-09-2004 | Junior GP, Boedapest |
| Hoogste vrije kür      | 64.58  | 20-01-2006 | EK                   |

## Belangrijke resultaten
| resultaten              | 02/03 | 03/04 | 04/05 | 05/06  | 06/07  |
| ----------------------- | ----- | ----- | ----- | ------ | ------ |
| Wereldkampioenschap     |       |       |       |        | 26e    |
| Europees kampioenschap  |       |       |       | 21e    | 20e    |
| Nationaal Kampioenschap |       |       |       | Zilver | Zilver |
| WK junioren             | 23e   | 16e   |       |        |        |
| NK junioren             | Goud  |       |       |        |        |